# Vincenzo Dandini
Vincenzo Dandini (1607-1675) est un peintre italien baroque de l'école florentine.

## Biographie
Élève de son frère Cesare Dandini, puis de Passignano, de Rosselli et de Commodi à Florence, il part ensuite à  Rome de 1635 à 1636 où il étudie dans l'atelier de Pietro da Cortona.
Rentré à Florence en 1637, après avoir peint L'Aurore et les Heures, aujourd'hui perdu, il réalise L'Adoration de Niobé et Mercure et Erse, commandés par Laurent de Médicis pour la Villa La Petraia. Peu après 1645, il peint un Christ pour la compagnie de San Benedetto Bianco, conservé au Seminario Maggiore, et en 1657 le retable des Saints Charles Borromée et Andrea Zoerandro pour Santa Maria in Gradi d'Arezzo, et la Madone à la ceinture pour la basilique de Gandino près de Bergame.
En 1663, il est convoqué par le tribunal de l'Inquisition et accusé d'être en possession d'une cape ayant appartenu à Savonarole.
Giovanni Battista Marmi et Anton Domenico Gabbiani furent de ses élèves.
Son neveu Pier Dandini et deux de ses fils Ottaviano et Vincezo (dit le Jeune) ont aussi été peintres de son atelier.

## Œuvres
- L'Adoration de Niobé (1637-1638), huile sur toile, 231 × 340 cm, Palais Pitti, Florence[2]
- Scène avec une héroïne (1635-1640), huile sur toile, 90 × 110 cm, Galerie du Palais Mozzi Bardini, Florence[3]

En France : 
Dessins au département des arts graphiques du musée du Louvre de Paris 
- Personnages en costume de la fin du XVIe siècle entrant dans une salle de bal
- Scène de bal
- 3 Etude d'homme nu assis
- Etude d'homme nu, debout vu de dos, penché en avant
- Etude d'homme nu, étendu sur le dos
- Etude d'un homme nu, debout vu de dos, les bras croisés
- Sainte Cécile et saint Valérien en adoration
- Tête de jeune fille vue de trois quarts